# Tour de Lille
La Tour de Lille, anche chiamata Tour du Crédit-Lyonnais, è un grattacielo situato nel quartiere finanziario di Euralille, a Lilla, a fianco della stazione Lille-Europe. 
Progettata nel 1991 dall'architetto Christian de Portzamparc, questa torre emblematica della città di Lille è nota anche con i soprannomi "lo scarpone da sci", "il flipper" o "la L". Alta 116 m, con una superficie di 18.135 m2, è la quinta torre più alta al di fuori dell'Île-de-France dietro la Tour Incity di Lione, la Tour Part-Dieu di Lione, la Torre CMA-CGM di Marsiglia e la Tour Bretagne a Nantes.